# Международный терроризм

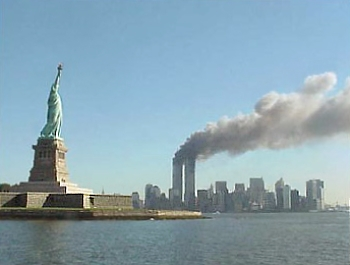
Террористический акт 11 сентября 2001 года (ВТЦ, Нью-Йорк, США)

Междунаро́дный террори́зм — специфическая форма терроризма, зародившаяся в конце 1960-х годов и получившая значительное развитие к концу XX — началу XXI века. 
В современном мире терроризм представляет собой одну из наиболее серьезных и опасных проблем, с которой сталкивается общество. Он угрожает безопасности большинства стран и влечет за собой значительные политические, экономические и моральные потери. Жертвами терроризма могут стать как целые государства, так и отдельные люди, независимо от их гражданства или местонахождения. На рубеже XX—XXI веков терроризм приобрел особую актуальность из-за процессов глобализации и роста активности террористических группировок, что привело к увеличению масштабов угрозы для мирового сообщества. 
Основными целями международного терроризма является дезорганизация государственного управления, нанесение экономического и политического ущерба, нарушение устоев общественного устройства, которые должны побудить, по замыслу террористов, правительство к изменению политики. Примером данной формы терроризма является современный Исламский терроризм. Общепризнанное определение международного терроризма пока не выработано. Зачастую термин используется как средство в политической борьбе, поскольку каждая страна де-факто сама определяет, относится ли та или иная группа к «террористам» или «борцам за свободу», а сами акты террора осуществляются локально.
Так, основная часть академического сообщества, а также рядовые люди привыкли подразумевать под этим понятием деятельность радикальных и маргинальных элементов по разрушению целостности государств. Но в последнее время среди многих авторитетных и независимых экспертов набирает силу позиция, что более реальными террористическими образованиями являются сами государства. В частности, знаменитый американский лингвист и политический мыслитель Ноам Хомский называет США «самым большим террористом в мире» (англ. US is world's biggest terrorist). А после российского вторжения на Украину в феврале 2022 года многие западные государства, политические деятели и организации, а также учёные и политические активисты называли Россию государством-террористом.

## Характерные особенности
Основными чертами международного терроризма являются глобализация, профессионализация и опора на экстремистскую идеологию. Также отмечается использование террористов-самоубийц, угроза использования неконвенционального (ядерного, химического или бактериологического) оружия и рациональный подход. Один из крупнейших современных исследователей терроризма Брайан Дженкинс считает международный терроризм новым типом конфликта.
Резолюция № 1373 Совета Безопасности ООН от 28 сентября 2001 года отмечает «тесную связь между международным терроризмом и транснациональной организованной преступностью, наркооборотом, отмыванием денег, незаконным оборотом оружия и незаконными перевозками ядерных, химических, биологических и других потенциально смертоносных материалов». Специалисты отмечают также рост технической оснащённости террористов и их негласную поддержку со стороны некоторых государств.
Для достижения своих целей террористические организации широко используют сеть Интернет, радио и телевидение.
Международный терроризм представляет особую опасность в связи с тем, что угрожает международному правопорядку и межгосударственным отношениям. Любая акция международного терроризма затрагивает интересы нескольких (как минимум двух) государств и для пресечения либо предупреждения таких акций необходимо широкое межгосударственное сотрудничество.

## История
Впервые на международном уровне вопрос о борьбе с терроризмом стал обсуждаться в 1934 году в Лиге Наций. Это было связано с убийством 9 октября 1934 года в Марселе короля Югославии Александра I и премьер-министра Франции Луи Барту.
Принятые Лигой Наций в 1937 году «Конвенция о предупреждении терроризма и наказании за него» и «Конвенция о создании Международного Уголовного Суда» так и не вошли в силу. Однако они послужили прототипом для современных международных соглашений в этой сфере.

Освобождение заложников рейса «Сабена 572». Операция «Изотоп», 1972 год

По мнению премьер-министра Израиля Биньямина Нетаньяху, международный терроризм изначально был инструментом борьбы между разными государствами, как минимум одно из которых использует против других государств террористов как альтернативу обычной войне. Он пишет, что современный международный терроризм стал продуктом союза между странами Восточного блока и рядом арабских стран. Эти две группы государств спонсировали террористическую деятельность с конца 1960-х до середины 1980-х годов. В 1940-е-1950-е годы партизаны, террористы и повстанцы из целого ряда стран мира проходили в СССР и в странах-сателлитах диверсионную подготовку. Нетаньяху считает, что после установления ядерного паритета с Западом СССР решил использовать международный террор в качестве орудия борьбы за свои интересы. К этой деятельности подключились также Ливия, Сирия и Ирак и некоторые другие арабские страны.
Основными терактами этого периода был захват заложников, угон гражданских самолётов и политические убийства. Наиболее мощной международной террористической организацией стала Организация освобождения Палестины (ООП), которую в 1969 году возглавил Ясир Арафат. В конце 1960-х СССР по всему миру вербовал участников национальных движений, которые использовали террористические методы, затем они обучались в специальных лагерях, в том числе на территории СССР, размещавшихся в Одессе, Баку, Перевальном (165-й учебный центр по подготовке иностранных военнослужащих) и Ташкенте.
ООП, создавшая фактически «государство в государстве» на территории Ливана в 1970-е годы, стала базой и убежищем для террористов, а СССР формально оставался в стороне. Тем не менее, 29 января 1981 года госсекретарь США Александр Хейг публично обвинил СССР в причастности международному терроризму.
Генерал КГБ Филипп Бобков пишет, что в период с 1976 по 1996 годы регистрировалось от 320 до 660 терактов в год, которые можно причислить к международному терроризму, а затем волна террора пошла на спад, хотя масштаб и жестокость терактов выросли.
Также Бобков утверждал, что западные страны не гнушались поддержкой терроризма в тех случаях, когда это было им выгодно: «террористические и диверсионные акты, в подготовке которых участвовали западные спецслужбы, осуществлялись не только на территории Советского Союза. Ими поощрялся международный терроризм, воплощавший в себе различные цели, как готовивших их центров, так и исполнителей… Естественно, поддержка их западными и, в частности, американскими спецслужбами, определялась их заинтересованностью развитием событий в конкретной стране или в определенном регионе мира». (В 2005 году Бобков также посчитал нужным отметить, что «Такой подход наших нынешних партнеров по борьбе с международным терроризмом характерен и для сегодняшнего дня».)
К началу 1990-х годов в мире действовало около 500 террористических организаций. За одно десятилетие они совершили 6500 актов международного терроризма, от которых погибло 5 тысяч человек и пострадало более 11 тысяч человек.
Новый подъем международного терроризма отмечается с 11 сентября 2001 года, когда террористы Аль-Каиды атаковали ряд объектов на территории США.
Согласно экспертным оценкам, в 2008 году в мире произошло около 12 тысяч террористических актов, в результате которых пострадало 56 тысяч человек, в том числе 15 тысяч погибло, при этом большинство из жертв — мирные жители.

## Организации

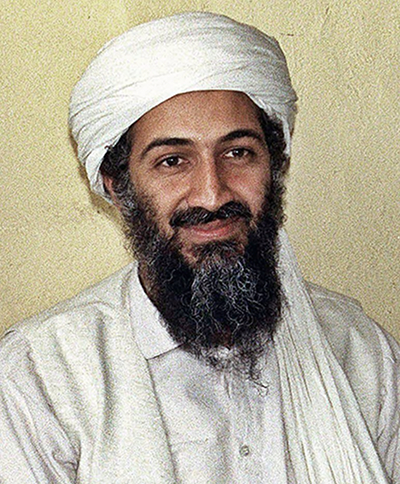
Усама бен Ладен — глава Аль-Каиды, «террорист номер один», убитый 2 мая 2011 года

Наиболее известными современными международными террористическими организациями являются Аль-Каида, «Исламское государство», Талибан. Две последние организации столь могущественны, что имеют под своей властью целые государства — Афганистан у талибов и самопровозглашённое непризнанное государство у ИГИЛ.
Старейшей международной террористической организацией является движение «Братья-мусульмане». Оно было создано ещё в 1928 году в Египте.
По данным Управления по координации борьбы с терроризмом (США), 27 из 42 существующих в мире международных террористических организаций — радикально исламистские (2005), в российском национальном списке организаций, признанных террористическими Верховным судом РФ по представлению Генпрокуратуры, нет неисламистских структур (2006).

## Борьба против международного терроризма
Международное сообщество осознаёт опасность, исходящую от этого явления. В связи с этим на международном и региональном уровне принят ряд конвенций о противоправности различных проявлений международного терроризма. Примерами таких правовых актов являются:
- Конвенция о борьбе с незаконным захватом воздушных судов (Гаага, 1970 год);
- Конвенция о борьбе с незаконными актами, направленными против безопасности гражданской авиации (Монреаль, 1971 год);
- Конвенция о предотвращении и наказаний преступлений против лиц, пользующихся международной защитой, включая дипломатических агентов (Конвенция ООН 1973 года);
- Конвенция о борьбе с незаконными актами, направленными против гражданской авиации (1977)
- Конвенция о борьбе с захватом заложников (Нью-Йорк, 1979 год);
- Конвенция о физической защите ядерного материала (1980 год);
- Конвенция о борьбе с незаконными актами, направленными против безопасности морского судоходства (1988 год);
- Конвенция о маркировке пластических взрывчатых веществ (1991 год);
- Конвенция о борьбе с бомбовым терроризмом (1997);
- Конвенция о борьбе с финансированием терроризма (1999)[31].

В 1994 году Генеральная Ассамблея ООН приняла «Декларацию о мерах по ликвидации международного терроризма». Ряд мер принимался также на двухсторонней, многосторонней межгосударственной основе и на национальном уровне.
После событий 11 сентября 2001 года Совет Безопасности ООН учредил «Контртеррористический комитет» — на основании резолюции СБ ООН 1371 (2001). В последующем полномочия комитета были подтверждены резолюцией 1624 (2005). Комитет осуществляет межгосударственную координацию и техническую помощь странам-участникам в создании наиболее эффективных систем в борьбе с терроризмом. Кроме «Контртеррористического комитета» Совет Безопасности учредил также «Комитет по Аль-Каиде», «Комитет по Талибану» и «Комитет 1540». Последний занимается вопросами распространения ядерного, химического и биологического оружия.
В докладе Генеральному секретарю ООН от 1 декабря 2004 года «Группа высокого уровня по угрозам, вызовам и переменам» потребовала, чтобы виновные в терактах значительного масштаба были приравнены к лицам, совершившим военные преступления или преступления против человечности. Также группа потребовала от всех государств ратифицировать международные конвенции по борьбе с терроризмом. Группа также заявила, что необходима выработка глобальной стратегии по борьбе с терроризмом, общей конвенции против терроризма с включением в него определения терроризма. Однако эти предложения не нашли своего отражения в Резолюции 1642 Совета Безопасности ООН принятой 14 сентября 2005 года.
Всего с 1963 года в рамках Организации Объединенных Наций было разработано 16 международных соглашений (13 контртеррористических конвенций и три протокола), которые открыты для участия всех государств-членов. В 2005 году в три из этих документов были внесены изменения, касающиеся непосредственно отражения террористической угрозы.
8 сентября 2006 года Генеральная Ассамблея ООН приняла «Глобальную контртеррористическую стратегию» в виде резолюции и прилагаемого к ней плана действий.
По мнению многих специалистов, одними мерами, направленными против террористов, эту проблему решить невозможно, поскольку она порождается такими причинами как глобальное неравенство и массовая бедность в странах третьего мира, а также протестом против глобализации. Другие полагают, что ликвидация поддержки со стороны государств-спонсоров терроризма может существенно подорвать возможности террористических организаций.